# مسلمان بامزه
«مسلمان بامزه» (فرانسوی: Le Musulman rigolo‎) یک فیلم صامت و کوتاه فرانسوی در ژانر کمدی است که در سال ۱۸۹۷ منتشر شد. این فیلم توسط شرکت استار فیلم ملی‌یس منتشر شد و در کاتالوگ فیلم‌های ملی‌یس شماره ۹۴ را به خود اختصاص داده و به عنوان یک صحنه کمیک تبلیغ شد.
این فیلم در بیرون باغ‌ملک ملی‌یس در مونتروی، سن-سن-دنی، با مناظر نقاشی گرفته شده است.  ملی‌یس خود نقش مسلمان این فیلم را ایفا کرد. مسلمان بامزه، با مسلمان احتمالاً الجزایری آن، اولین فیلم شناخته‌شده در تاریخ سینما با موضوعی از الجزایر است.
این هم‌اکنون، یک فیلم گمشده است.